# Municipio de Swede
El municipio de Swede (en inglés: Swede Township) es un municipio ubicado en el condado de LaMoure en el estado estadounidense de Dakota del Norte. En el año 2010 tenía una población de 36 habitantes y una densidad poblacional de 0,39 personas por km².

## Geografía
El municipio de Swede se encuentra ubicado en las coordenadas 46°25′14″N 98°57′53″O / 46.42056, -98.96472. Según la Oficina del Censo de los Estados Unidos, el municipio tiene una superficie total de 92.67 km², de la cual 92,51 km² corresponden a tierra firme y (0,18 %) 0,16 km² es agua.

## Demografía
Según el censo de 2010, había 36 personas residiendo en el municipio de Swede. La densidad de población era de 0,39 hab./km². De los 36 habitantes, el municipio de Swede estaba compuesto por el 94,44 % blancos, el 5,56 % eran afroamericanos. Del total de la población el 0 % eran hispanos o latinos de cualquier raza.